# Ловас (Хорватія)
Ловас (хорв. Lovas) — населений пункт і громада в Вуковарсько-Сремській жупанії Хорватії.

## Населення
Населення громади за даними перепису 2011 року становило 1 214 осіб. Населення самого поселення становило 869 осіб.
Динаміка чисельності населення громади:
Динаміка чисельності населення центру громади:

## Населені пункти
Крім поселення Ловас, до громади також входить Опатоваць.

## Клімат
Середня річна температура становить 11,11 °C, середня максимальна – 25,12 °C, а середня мінімальна – -5,44 °C. Середня річна кількість опадів – 657 мм.
| Клімат поселення                              | Клімат поселення | Клімат поселення | Клімат поселення | Клімат поселення | Клімат поселення | Клімат поселення | Клімат поселення | Клімат поселення | Клімат поселення | Клімат поселення | Клімат поселення | Клімат поселення | Клімат поселення |
| Показник                                      | Січ.             | Лют.             | Бер.             | Квіт.            | Трав.            | Черв.            | Лип.             | Серп.            | Вер.             | Жовт.            | Лист.            | Груд.            |                  |
| Середній максимум, °C                         | 6,01             | 7,72             | 12,16            | 16,90            | 22,26            | 25,12            | 24,95            | 24,78            | 20,76            | 15,34            | 9,40             | 5,66             |                  |
| Середня температура, °C                       | 0,29             | 2,00             | 6,41             | 11,19            | 16,52            | 19,40            | 21,08            | 20,89            | 16,87            | 11,44            | 5,52             | 1,77             |                  |
| Середній мінімум, °C                          | −5,44            | −3,72            | 0,68             | 5,45             | 10,80            | 13,66            | 17,18            | 17,01            | 12,97            | 7,56             | 1,63             | −2,11            |                  |
| Норма опадів, мм                              | 42               | 38               | 40               | 52               | 60               | 86               | 68               | 61               | 49               | 50               | 59               | 52               |                  |
| Середньомісячна швидкість вітру, м/с          | 2.20             | 2.48             | 2.88             | 2.71             | 2.49             | 2.20             | 2.20             | 2.00             | 2.00             | 2.20             | 2.30             | 2.30             |                  |
| Середньомісячна сонячна радіація, кДж/м²·день | 4404             | 7164             | 11253            | 15707            | 19464            | 21690            | 22411            | 20336            | 15205            | 9706             | 5050             | 3654             |                  |
| --------------------------------------------- | ---------------- | ---------------- | ---------------- | ---------------- | ---------------- | ---------------- | ---------------- | ---------------- | ---------------- | ---------------- | ---------------- | ---------------- | ---------------- |
| Джерело:                                      |                  |                  |                  |                  |                  |                  |                  |                  |                  |                  |                  |                  |                  |